# 夜は気分で
『夜は気分で』（よるはきぶんで）は、1982年10月3日から1983年3月27日までTBS系列局で放送されていたTBS製作の音楽番組である。全26回。放送時間は毎週日曜 23:00 - 23:30 （日本標準時）。

## 概要
北村英治と真梨邑ケイが司会を務めていた深夜番組で、古きよき時代の音楽（と番組側が判断した曲の）コーナー、ファッションその他の情報を紹介するコーナー、ジャズダンスのコーナーで構成されていた。

## 関連書籍
- 夜は気分で 真梨邑ケイの世界（1982年12月・1983年7月、著者：真梨邑ケイ、写真撮影：中村冬夫、出版社：青年書館、ISBN 4-7918-0044-3）